# Celluloid (musikalbum av Niels Jensen)
Celluloid är det tredje musikalbumet av den svenske artisten Niels Jensen, som släpptes på vinyl och kassettband november 1985. Albumet producerades av Dan Hylander och Clarence Öfwerman. Låtarna "Containerlove" och "Kungarna krigar" släpptes som singlar.
Skivan präglas av till dels orkestrala och teatraliska arrangemang. Den mottog en mycket positiv recension i Aftonbladet vid släppet hösten 1985, där recensenten uttalade att "Äntligen faller alla pusselbitarna på plats" för Jensen, och kallade albumet för en "Fullträff."

## Låtlista
Text och musik: Niels Jensen, utom spår A2, A5, B2 och B3 av Niels Jensen/Dan Hylander.

### Sida A
1. "Baobadträd 1" - 5:24
2. "Hon säger ingenting" - 4:24
3. "Containerlove" - 4:38
4. "Kungarna krigar" - 4:07
5. "Vi steg upp på land" - 4:18

### Sida B
1. "Brev till kosmos" - 3:07
2. "Tony Oscar" - 3:20
3. "Celluloid" - 4:36
4. "Cinemascope" - 3:48
5. "Baobaträd 2" - 2:20